# 川満聡
川満 聡（かわみつ さとし、1970年9月20日 - ）は、日本沖縄県浦添市出身で沖縄県を中心に活動するローカルタレントである。川満しぇんしぇーの愛称があり、タレントとしては数少ない宮古語話者でもある。

## 来歴・人物
沖縄県立浦添高等学校を卒業後、県内ローカル誌『月刊おきなわJOHO』にライターおよび編集スタッフとしてアルバイト入社。並行してフリーの大道具スタッフとして沖縄芝居等に従事していた。舞台の魅力に取り付かれ、その後、初舞台『宮古島人頭税物語 大世栄綾船（うぶゆばいあやふに）』（沖縄芝居）に出演し、役者として活動。
1990年に、"川満しぇんしぇ〜"としてデビューし、笑築過激団に入団。しかし、1994年7月に退団し、翌月に映画『パイナップルツアーズ』監督らと共に「AGU!エンターテイメント」を設立。その後、主に沖縄県内のテレビやラジオ、舞台、映画等で活躍している（現在はCM製作会社として登記。以上、公認HPより参照）。また、FM沖縄で放送している『サタデーナイトは土ーするべき!?』にレギュラー出演している。福岡放送『ナイトシャッフル』に出演している他、地方ローカルタレントの特集やゲストなどで、全国ネットの番組に出演することも多い。

### ズームイン!!SUPER等での活動
日本テレビ系『ズームイン!!朝!』『ズームイン!!SUPER』の日本テレビ那覇支局による沖縄中継レポーターを担当したことから全国的な知名度もある。反面、日本テレビ系列局の無い沖縄県では放送されなかったため、沖縄県民には同番組での活動についてはあまり知られていない。
沖縄の離島を舞台にした日本テレビ系列ドラマ『瑠璃の島』のロケ地特集や、プロ野球キャンプ地などの特集では各局キャスターと共に出演していた。
『ズームイン!!サタデー』では、「さすらいの味覚人」のコーナーを担当し、沖縄県民独特の感性で全国各地の郷土料理を探し回って食べるコーナーを担当。『踊る!さんま御殿!!』にも出演を果たした。こちらは沖縄テレビ放送でも時差ネットされている。また、同番組内の企画「プロ野球熱ケツ情報」では、巨人の沖縄キャンプ取材にスペシャルゲストとして登場したことがある。沖縄出身である投手・宮國椋丞からは「神」と呼ばれており、沖縄キャンプにちなんだ駄洒落を伝授した。

## エピソード
一時期体重が85kg以上になり「ありえない血糖値」「ありえない血圧」をマークしたことからダイエットを決意。沖縄県民が滅多に乗らない自転車にも乗り、現在の体重は70kg前後だという。このことは同業の（特に肥満気味な）沖縄のローカルタレントたちに少なからず影響を与えた。
母親は川満曰く“健康オタク”である。そのため、さまざまな健康アイテムの実験台にされるらしい。また本人も15kgのダイエットに成功したせいか自称“健康オタク”であり、健康の話をしだすと止まらなくなる。

## 出演

### 出演番組
テレビ
- お笑いポーポー（RBCテレビ）
- ズームイン!!朝!→ズームイン!!SUPER（日本テレビ系列・沖縄キャスター）
- ハナタレナックス（北海道テレビ）2009・10・11・13・14年の沖縄企画でのMC担当
- ズームイン!!サタデー（日本テレビ）ジャスト日本「さすらいの味覚人」担当
- ナイトシャッフル（福岡放送）
- めんたいワイド（福岡放送）不定期で九州各地でのロケ出演

ラジオ
- サタデーナイトは土ーするべき!?（FM沖縄・土曜 19:00 - 19:55）津波信一と共に担当

### 映画
- 恋しくて（2007年） - ヤギの声B 役（声の出演）

### CM
- ホームセンターさくもと[2]
- ACジャパン「マナー守らんでどうするべき」（2003年・沖縄エリアのみ）
- オリオンビール（沖縄ローカル）

## 著書
- 川満聡、津波信一『川満児童文学館―名作、傑作。こどもの詩と作文ワールド!』（2004年7月、ボーダーインク）ISBN 4-89982-067-4[3][4]